# Территориальное планирование
Территориальное планирование (англ. physical planning) — планирование развития территорий, в том числе для установления функциональных зон, определения планируемого размещения объектов федерального значения, объектов регионального значения, объектов местного значения.

## Определение
Согласно БРЭ территориальное планирование — это вид научно-проектных работ, направленных на оптимальное размещение отраслей экономики, населения, инженерно-транспортной и социальной инфраструктуры; часть государственной политики, направленной на устойчивое пространственное развитие и создание благоприятной среды проживания.
Территориальное планирование — назначение территорий исходя из совокупности социальных, экономических, экологических и иных факторов в целях обеспечения устойчивого развития территорий, развития инженерной, транспортной и социальной инфраструктур, обеспечения учета интересов граждан и их объединений.

## Виды территориального планирования
Согласно статье 9 Градостроительного кодекса РФ установлены следующие виды документов территориального планирования:
- документы территориального планирования Российской Федерации в следующих областях:

- федеральный транспорт (железнодорожный, воздушный, морской, внутренний водный, трубопроводный транспорт), автомобильные дороги федерального значения;
- оборона страны и безопасность государства;
- энергетика;
- высшее образование;
- здравоохранение.
- документы территориального планирования двух и более субъектов Российской Федерации, документы территориального планирования субъекта Российской Федерации;
- документы территориального планирования муниципальных образований:

- схемы территориального планирования муниципальных районов;
- генеральные планы поселений;
- генеральные планы городских округов.
Документы территориального планирования являются обязательными для органов государственной власти, органов местного самоуправления при принятии ими решений и реализации таких решений.